# Campeonato Sergipano 1987
In 1987 werd het 64ste Campeonato Sergipano gespeeld voor voetbalclubs uit de Braziliaanse staat Sergipe. De competitie werd georganiseerd door de FSF en werd gespeeld van 22 februari tot 23 augustus. Vasco werd kampioen.

## Eerste toernooi
| Plaats | Club       | Wed. | W | G | V | Saldo | Ptn. |
| ------ | ---------- | ---- | - | - | - | ----- | ---- |
| 1.     | Itabaiana  | 14   | 8 | 4 | 2 | 19:8  | 20   |
| 2.     | Vasco      | 14   | 7 | 6 | 1 | 18:10 | 20   |
| 3.     | Sergipe    | 14   | 7 | 4 | 3 | 14:8  | 18   |
| 4.     | Confiança  | 14   | 6 | 2 | 6 | 19:16 | 14   |
| 5.     | Lagarto    | 14   | 3 | 6 | 5 | 7:12  | 12   |
| 6.     | Estanciano | 14   | 2 | 7 | 5 | 9:14  | 11   |
| 7.     | Santa Cruz | 14   | 3 | 3 | 8 | 10:18 | 9    |
| 8.     | Maruinense | 14   | 1 | 6 | 7 | 4:14  | 8    |

|  | Play-off |

Play-off 

De winnaar kreeg twee bonuspunten voor de finaleronde, de verliezer een. 
|             |           |       |       |  |
| 13 mei Heen | Itabaiana | 2 – 1 | Vasco |  |
| 13 mei Heen |           |       |       |  |

|              |       |       |           |  |
| 17 mei Terug | Vasco | 0 – 1 | Itabaiana |  |
| 17 mei Terug |       |       |           |  |

## Tweede toernooi
| Plaats | Club       | Wed. | W | G | V | Saldo | Ptn. |
| ------ | ---------- | ---- | - | - | - | ----- | ---- |
| 1.     | Estanciano | 14   | 9 | 4 | 1 | 17:7  | 22   |
| 2.     | Confiança  | 14   | 7 | 5 | 2 | 20:10 | 19   |
| 3.     | Sergipe    | 14   | 7 | 5 | 2 | 20:8  | 19   |
| 4.     | Maruinense | 14   | 3 | 5 | 6 | 9:14  | 11   |
| 5.     | Vasco      | 14   | 3 | 5 | 6 | 11:17 | 11   |
| 6.     | Lagarto    | 13   | 3 | 5 | 5 | 10:16 | 11   |
| 7.     | Itabaiana  | 14   | 2 | 5 | 7 | 13:17 | 9    |
| 8.     | Santa Cruz | 13   | 2 | 4 | 7 | 6:17  | 8    |

|  | Twee bonuspunten voor finale                                          |
|  | Play-off voor de tweede plaats, krijgt één bonuspunt voor finaleronde |

Play-off
|                |           |       |         |  |
| 4 mei Play-off | Confiança | 2 – 1 | Sergipe |  |
| 4 mei Play-off |           |       |         |  |

## Finaleronde
| Plaats | Club       | Wed. | W | G | V | Saldo | Ptn. |
| ------ | ---------- | ---- | - | - | - | ----- | ---- |
| 1.     | Vasco      | 6    | 3 | 2 | 1 | 5:3   | 9    |
| 2.     | Itabaiana  | 6    | 1 | 4 | 1 | 3:3   | 8    |
| 3.     | Confiança  | 6    | 1 | 3 | 2 | 3:4   | 7    |
| 4.     | Estanciano | 6    | 0 | 5 | 1 | 2:3   | 7    |

|  | Kampioen |

### Kampioen
| Campeonato Sergipano de 1987 |
| Sergipe                      |
| ---------------------------- |
| VASCO Kampioen (4° titel)    |